# Louise Bodin
Louise Bodin, nascida em Paris, em 1877, e falecida em Rennes, em 1929, foi uma jornalista feminista francesa, membro do comitê central do Partido Comunista Francês de 1921 a 1927.

## Biografia
Casou-se, em Paris, em 1897, com um professor da Escola de Medicina de Rennes, onde o casal viveu.
Em 1919, ela lançou uma campanha para que crianças abandonadas aparecessem em Le Populaire. Em 1920, é eleita para a comissão administrativa de L'Humanité. Ela desempenhou um papel crucial na criação do Partido Comunista em Ille-et-Vilaine. Ela tornou-se secretária da Federação local do PC em 1921 e participou do comitê central do partido, onde ela apoiou princípios de esquerda.
Ela se uniu à Oposição à Direção do PC soviético e rompeu suas ligações com o PC francês em 1927, afirmando sua fidelidade com Trotsky.
Ela morreu em 1929.